# Castelchiaro
Castelchiaro (o Castel Leuchtenburg; in tedesco, Leuchtenburg) è un castello in rovina sulla cima di un colle del Monte di Mezzo, sopra il lago di Caldaro, in provincia di Bolzano. Oltre che dal lago, il castello è ben visibile anche dalla Bassa Atesina, fra Ora e Bronzolo.

## Storia

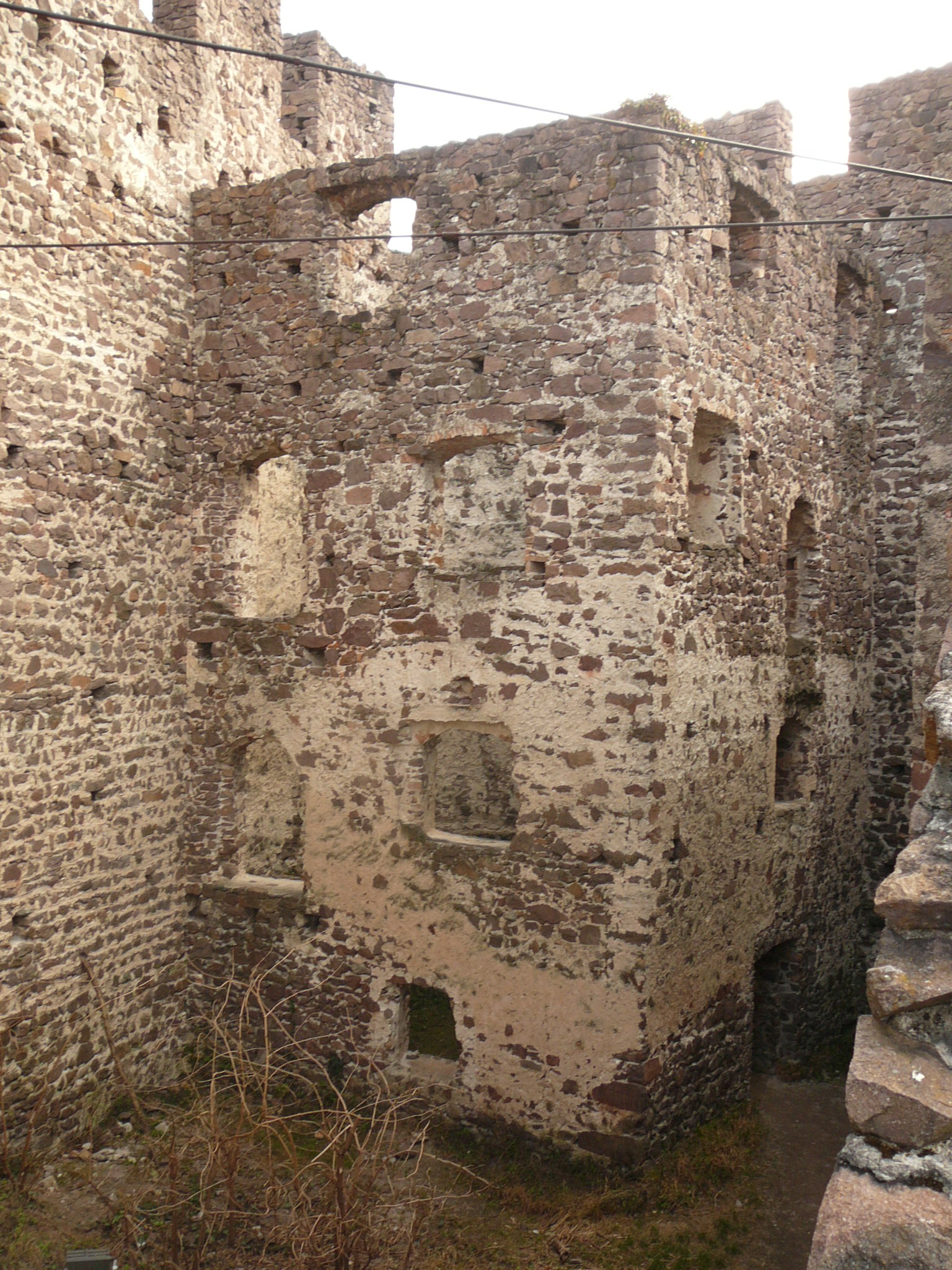
Mura interne del castello

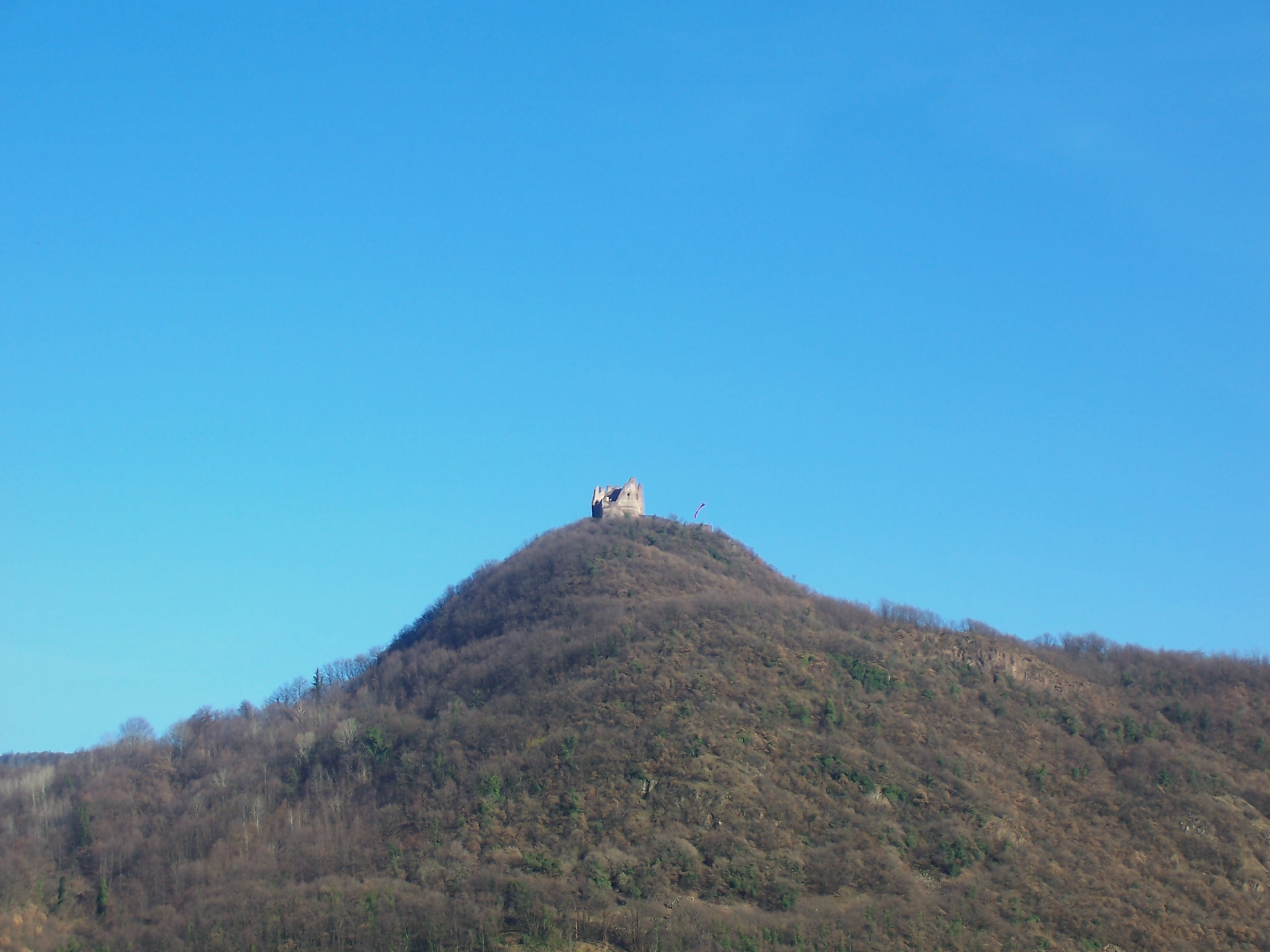
Le rovine del castello dal lago di Caldaro

La costruzione del castello come lo si vede ora risale verosimilmente a prima del 1200, tuttavia è altrettanto probabile che le radici siano molto più antiche. Il Monte di Mezzo (Mitterberg), infatti, è caratterizzato da tracce di fortificazione retiche modificate poi nel periodo romano. Sul sentiero che porta dalla strada alle rovine, inoltre, si costeggia un muro di difesa preistorico.
Caratteristica di quel che rimane del palazzo sono le tracce della quadrettatura grigia e bianca con cui era dipinto esternamente. Sono visibili anche alcune tracce dell'affrescatura interna.
Nel XIV secolo fu proprietà dei signori di Rottenburg; era un loro possedimento quando, nel 1339 fu espugnato insieme al vicino castel Varco dal vescovo di Trento.
Passò poi di mano numerose volte, finché fu abbandonato attorno al 1610. Nel XX secolo fu acquistato dal comune di Caldaro sulla strada del vino.

## La leggenda del lago
Al castello è legata una delle leggende sulla nascita del lago di Caldaro. Il signore del castello - i cui possedimenti si estendevano in tutta la conca, che allora non era coperta dalle acque - era molto ricco, ma molto avaro. Bussò un giorno alla sua porta un bambino orfano, che chiedeva di che sostentarsi; il bimbo fu cacciato in malo modo e si allontanò in lacrime. Il cielo si oscurò e si scatenò una tempesta di enormi proporzioni. Gli abitanti fuggirono verso l'alto, temendo un secondo diluvio universale. Dopo tre giorni, tornò il sole, ed al posto dei vigneti dell'avaro signore c'era un lago, così profondo da aver superato anche il campanile del paese. Ancora oggi, durante i temporali, secondo la leggenda si possono sentire le campane che rintoccano.